# Attaque à la voiture-bélier à Vancouver en 2025
Le 26 avril 2025, une attaque à la voiture-bélier a eu lieu lors du festival Lapu-Lapu Day, une célébration publique du patrimoine philippin à Vancouver, en Colombie-Britannique, au Canada. L'attaque a fait onze morts et au moins trente-deux blessés, ce qui en fait l'attaque la plus meurtrière de l'histoire de Vancouver. Avec l’ attaque à la camionnette de Toronto en 2018, il s’agit de l’attaque à la voiture bélier la plus meurtrière de l’histoire du Canada. Selon le service de police de Vancouver, l'attaque à la voiture n'était pas un acte de terrorisme,.

## Arrière-plan
Le Lapu-Lapu Day est une célébration philippine nommée d'après Lapu-Lapu, un chef de Mactan qui a lutté contre la colonisation espagnole, et commémore la victoire du chef et de ses alliés contre Ferdinand Magellan et ses forces à la bataille de Mactan en 1521. La Colombie-Britannique a officiellement reconnu l’événement en 2023, et un festival annuel pour les Canadiens d’origine philippine — qui sont très présents à Vancouver — a lieu dans la ville depuis que la journée a été reconnue dans la province.
Selon deux membres du conseil municipal de Vancouver, le lieu n'était pas bouclé par des camions à benne basculante comme cela avait été le cas lors des précédents festivals de la ville. Selon le chef intérimaire du VPD, Steve Rai, la police a mené une évaluation de la sécurité du festival avec la ville de Vancouver et les organisateurs du festival puis ils ont déterminé qu'il n'y avait aucune menace pour l'événement ou la communauté philippine, notant que le festival de l'année précédente n'avait eu « aucun problème ». Le Vancouver Sun Run prévu pour le lendemain matin a eu lieu avec une présence policière renforcée après que le service de police de Vancouver a déterminé qu'il n'y avait aucune menace continue pour la sécurité publique.
L'attaque a eu lieu deux jours avant les élections fédérales canadiennes de 2025. Le chef du Nouveau Parti démocratique, Jagmeet Singh, avait assisté au festival et l'avait quitté quelques minutes seulement avant l'attaque.

## Attaque
La voiture, un SUV Audi Q7 noir, roulait à toute vitesse dans le quartier avant de tourner sur le lieu de l'attaque. Une minute ou deux avant l'attaque, la voiture avait fait un demi-tour et s'était arrêtée sur le bord de la route comme pour se garer.
Vers 20h14 HAP ( UTC−7 ), le SUV roulait à grande vitesse sur une section de l'East 43rd Avenue à l'ouest de Fraser Street. La rue avait été transformée en zone de food trucks pour servir la Lapu-Lapu Day Block Party, qui se tenait à l' école secondaire John Oliver adjacente,. Des témoins ont rapporté des corps projetés en l'air lors de l'impact avec la voiture, et des vidéos ont montré des débris et des victimes éparpillés sur une longue portion de route après l'attaque.

## Victimes
Onze personnes, âgées de 5 à 65 ans, ont été tuées et plus de 24 autres ont été blessées, certaines grièvement. Neuf personnes tuées étaient des femmes et deux des hommes. Ils vivaient dans divers quartiers du Grand Vancouver. Au 27 avril, certaines des victimes n’avaient pas été identifiées,. L'hôpital général de Vancouver a reçu plusieurs victimes et a annoncé un code orange, indiquant un incident impliquant de nombreuses victimes. Le lendemain, le ministère de la Santé a confirmé que 32 personnes (dont les 11 décédées) avaient été hospitalisées et que 17 personnes étaient toujours hospitalisées à ce moment-là. Au 30 avril, dix personnes restent toujours hospitalisées, dont sept blessées graves et trois autres grièvement. L'une des victimes hospitalisées est un garçon de 22 mois.
Parmi les morts figurent la musicienne brésilienne Clara « Kira » Ganapol Salim, âgée de 34 ans, qui était conseillère scolaire à New Westminster et l'une des fondatrices du groupe de carnaval Marcha Nerd,,, un couple et leur fille de 5 ans, ainsi qu'un couple accompagné leur fille, provenant de Colombie. Une mère qui siégeait au conseil des parents d'élèves d'une école primaire voisine a également été tuée. Une mère  des Philippines, alors en voyage, a été tuée avec son fils qui avait immigré au Canada.

## Conséquences
L'attaque a eu lieu dans les derniers jours de la campagne électorale fédérale canadienne. Après l'attaque, Mark Carney a annulé les événements électoraux du Parti libéral à Calgary et à Richmond et s'est rendu sur les lieux de l'attaque le 27 avril avant de rencontrer les proches des victimes et de participer à une veillée religieuse. Le conservateur Pierre Poilievre a effectué une visite imprévue dans une église de Mississauga pour rencontrer des membres de la communauté philippine. Le chef du Nouveau Parti démocratique, Jagmeet Singh, a annulé ses rencontres prévues le 27 avril.
Les routes entourant le lieu de l'attaque, à savoir Fraser Street et East 43rd Avenue, sont restées fermées dans les jours qui ont suivi. Un grand mémorial en bord de route a été érigé au coin de Fraser Street et de East 41st par l'école secondaire John Oliver. Le gouvernement de la Colombie-Britannique a désigné le 2 mai 2025 comme journée officielle de commémoration et de deuil pour les victimes.

## Accusé
Le conducteur, Kai-Ji Adam Lo, un homme de 30 ans de Vancouver, a été appréhendé par des passants après avoir tenté de fuir, et placé en garde à vue par la police locale. On pense qu'il a agi seul et qu'il était le seul occupant de la voiture. La police de Vancouver a confirmé que l'accusé avait des antécédents importants d'interactions avec la police et les professionnels de la santé « liés à la santé mentale », mais qu'il n'avait pas de casier judiciaire antérieur. La police a rejeté le terrorisme comme motif de l’incident.
Le 28 janvier 2024, le frère aîné de Lo, Alexander, âgé de 31 ans, a été retrouvé mort dans leur maison du quartier de Kensington-Cedar Cottage à East Vancouver . Un suspect avait été accusé de meurtre au deuxième degré en lien avec le meurtre, plaidant non coupable en octobre 2024 et son procès étant en cours depuis avril 2025. Lo avait organisé une collecte de fonds en ligne pour couvrir les frais des funérailles de son frère et avait reçu plus de 9 300 $ de dons. En août 2024, la mère de Lo a tenté de se suicider et a été hospitalisée pendant un mois. Adam Lo avait alors organisé une autre collecte de fonds en ligne pour aider la famille, mais n'avait reçu que 200 $ de dons.
La police avait eu une rencontre avec Lo le 25 avril. Le seul détail concernant celle-ci divulgué par la police le 27 avril était qu'ils avaient décidé qu'une visite à l'hôpital n'était pas nécessaire. Quelques heures avant l'attaque, un membre de la famille avait contacté un service psychiatrique au sujet de la détérioration de la santé mentale de Lo. Il semblait souffrir de délires et de paranoïa. On ne sait pas actuellement si des mesures ont été prises. Vancouver Coastal Health a confirmé qu'au moment de l'attaque, Lo était sous les soins d'une équipe de santé mentale et était en congé prolongé de l'hôpital conformément à la Loi sur la santé mentale. Ils ont également déclaré qu'il n'y avait aucune indication que Lo représentait un risque pour la sécurité publique.

## Procédure pénale
Lo a été accusé de huit chefs de meurtre au deuxième degré en vertu de l'article 235 du Code criminel et a comparu devant le tribunal pour une audience de mise en liberté sous caution le 27 avril. Lo restera en garde à vue après n'avoir pas demandé de libération sous caution lors de sa comparution,. La prochaine comparution de Lo devant la Cour provinciale de la Colombie-Britannique est prévue pour le 26 mai. La police de Vancouver a indiqué que d’autres accusations seraient probablement portées dans les prochains jours alors que l’enquête se poursuit pour identifier les victimes.

## Réponses
De nombreuses personnalités politiques locales et nationales ont offert leurs condoléances, notamment le premier ministre Mark Carney, le chef du Parti conservateur fédéral Pierre Poilievre, le chef du Nouveau Parti démocratique fédéral Jagmeet Singh (qui avait assisté au festival plus tôt dans la journée), la gouverneure générale Mary Simon, le premier ministre de la Colombie-Britannique David Eby, le maire de Vancouver Ken Sim,, la co-chef du Parti vert fédéral Elizabeth May, et le roi Charles III. Le chef par intérim du service de police de Vancouver, Steve Rai, a décrit l'attaque comme « le jour le plus sombre de l'histoire de notre ville ».
Le consulat général des Philippines à Vancouver a exprimé sa compassion. Aux Philippines, le président Bongbong Marcos, la vice-présidente Sara Duterte et plusieurs sénateurs ont exprimé leur tristesse et leur indignation face à l’attaque ainsi que leur sympathie pour les victimes,,. La joueuse de tennis professionnelle Leylah Fernandez a présenté ses condoléances aux victimes, déclarant qu'elle était « absolument dévastée d'apprendre le décès de mes compatriotes canadiens-philippins ». Le Vancouver Whitecaps FC a observé une minute de silence pour les victimes de l'attaque et a brandi un drapeau philippin avant son match contre le Minnesota United FC le 27 avril. 